# Адамсит
Адамси́т (дигидрофенарсазинхлорид, дифениламинхлорарсин) — HN(C6H4)2AsCl. Впервые синтезирован в Германии Генрихом Отто Виландом в 1915 году. Одновременно и независимо был разработан американским химиком Роджером Адамсом (в честь которого он назван) в Университете Иллинойса в 1918 году. Относится к группе боевых отравляющих веществ, раздражающих верхние дыхательные пути (стернитов). С этой целью в виде аэрозолей применялся в Первой мировой войне.

## Физические свойства
Жёлтый кристаллический порошок (технический продукт окрашен в зелёный цвет).
Температура плавления 195 °C.
Практически нерастворим в воде, на холоде слабо растворим во многих органических растворителях; при нагревании растворимость в них существенно возрастает.

## Получение
1. Из дифениламина (C6H5)2NH и трёххлористого мышьяка AsCI3,
2. Из хлоргидрата дифениламина (C6H5)2NH∙HCl и мышьяковистого ангидрида As2О3.

## Поражение
Поражение через органы дыхания:
- LCt50, (г·мин)/м³ — 85,00
- jCt50, (г·мин)/м³ — 0,030

При приёме внутрь:
- LD50, мг/человек — 1000

Через кожные покровы не действует.
Примечание:
- LCt50 — концентрация в воздухе, при отсутствии средств защиты вызывающая в течение 1 минуты смертельное отравление 50 % поражённых.
- jCt50 — концентрация в воздухе, при отсутствии средств защиты вызывающая в течение 1 минуты вывод из строя 50 % личного состава.
- LD50 — доза, вызывающая смерть у 50% поражённых.